# Acanthiza katherina
Acanthiza katherina là một loài chim trong họ Acanthizidae.